# Leapfrogging
Leapfrogging (auch Leap-Frogging; englisch leap frogging, „Bockspringen“) ist in den Wirtschaftswissenschaften der Anglizismus für das (freiwillige) Auslassen einzelner Stufen innerhalb eines Entwicklungsprozesses.

## Allgemeines
Das Prinzip kann in der Makroebene auf ganze Wirtschaftssektoren oder Volkswirtschaften (z. B. Entwicklungsländer) angewandt werden oder auf der Mikroebene wie beispielsweise im Marketing oder in der Marktforschung.

## Informationstechnik/Energieversorgung
Das Phänomen wird unter anderem in der Informationstechnik beschrieben, wenn es um Anschaffung oder Modifikation von Soft- oder Hardware geht, sowohl in Unternehmen als auch im privaten Bereich oder z. B. bei der Energieversorgung in Afrika, wo Dörfer mit Solaranlagen und  -speichern ausgestattet werden und damit die "Entwicklungsstufe" der kabelgebundenen Energieversorgung überspringen.

## Marketing
Im Bereich des Marketing ist speziell der bewusste Entschluss (aufgrund eines negativen Kaufmotivs) eines Verbrauchers gemeint, eine Innovation nicht zu kaufen, um die Kaufentscheidung auf die nächste Produktgeneration zu vertagen. Der Grund für dieses Verhalten ist, dass der relative Nutzen der aktuell angebotenen Innovation dem Verbraucher noch nicht groß genug erscheint oder das Produkt noch „in den Kinderschuhen steckt“. Aus der abwartenden Haltung des Konsumenten resultiert die Verschiebung einer Kaufentscheidung auf eine neue, in der Zukunft erwartete Generation an Produkten (englisch leapfrogging behaviour).
Leapfrogger werden oft als „abwartende Sachverständige“ charakterisiert. Sie verfügen über ein hohes Maß an Wissen über Information und Kommunikation (IuK), jedoch nur über eine geringe Innovationsbereitschaft.
Insbesondere durch die Ankündigung von Innovationen, die noch nicht auf dem Markt sind und sich noch in der Entwicklung befinden („Pre-Announcement-Politik“), wird dieses Konsumentenverhalten durch die Unternehmen verstärkt. Einen Ausweg bietet die bewusste Verlangsamung des Innovationsprozesses in Kooperation mit anderen Unternehmen, die im gleichen Sektor tätig sind.

## Entwicklungszusammenarbeit
In der Entwicklungszusammenarbeit tritt das Phänomen des Leapfrogging häufig auf – sowohl bewusst herbeigeführt als auch durch die Umstände hervorgerufen. Der positive Effekt hierbei besteht häufig darin, dass neuere Innovationen die Lebensqualität erheblich verbessern können und dabei ineffiziente, teure und umweltschädliche Zwischenstufen in der Entwicklung der Innovationen auslassen.
Als Beispiel wird häufig der direkte Übergang zu erneuerbaren Energien ohne den Zwischenschritt über fossile Brennstoffe angegeben. Auch der direkte Übergang zum Mobilfunk ohne die Zwischenstufen der Kommunikation wie das Kabeltelefon wird zum Leapfrogging gezählt.
Nichtregierungsorganisationen versuchen, Leapfrogging aktiv herbeizuführen, um für die Gesellschaft oder Umwelt als schädlich angesehene Zwischenschritte zu vermeiden.